# Athyrium suprapuberulum
Athyrium suprapuberulum är en majbräkenväxtart som beskrevs av Ren-Chang Ching. Athyrium suprapuberulum ingår i släktet Athyrium och familjen Athyriaceae. Inga underarter finns listade.